# Porpora di anilina

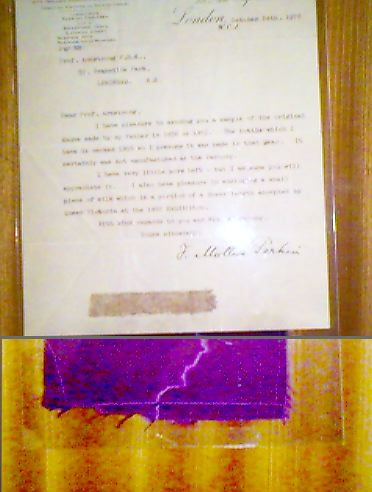
Un campione di seta tinta con mauveina allegata in una lettera del figlio di Perkin.

La porpora di anilina (o malveina o mauveina  o CI 50245) è stato il primo colorante artificiale ad essere sintetizzato.
Il suo nome chimico è: acetato di 3-ammino-2,±9-dimetil-5-fenil-7-(p-tolilammino)fenazinio.
La porpora di anilina è una miscela di 4 composti, che sono la:
- mauveina A: C26H23N4+X−
- mauveina B: C27H25N4+X−
- mauveina B2
- mauveina C.

Mauveina A
Mauveina B
Mauveina B2
Mauveina C

## Storia
La porpora di anilina è stata scoperta per caso nel 1856 dall'allora diciottenne William Henry Perkin, che stava cercando di sintetizzare un vaccino antimalarico, accogliendo la sfida del suo professore August Wilhelm von Hofmann. Durante l'operazione di pulitura della vetreria in seguito ad un apparentemente "fallimentare" produzione di precipitato (stava cercando di ottenere la chinina ossidando anilina contaminata da toluidine con bicromato ed acido solforico), Perkin si accorse che il precipitato solido nerastro ottenuto casualmente, se dissolto nell'alcool dava luogo ad una colorazione purpurea.
Perkin ebbe l'intuizione di utilizzare quel composto, appunto la porpora di anilina, come colorante. Perkin brevettò la sostanza ed iniziò la sua produzione in larga scala, sotto il nome di "porpora di anilina" o "porpora di Tiro". Il nome "porpora di Tiro" deriva dal nome della tintura color porpora utilizzata anticamente dai romani (estratta da un mollusco), mentre il nome di "mauveina" si riferisce al colore del fiore della malva.